# Sirga (náutica)

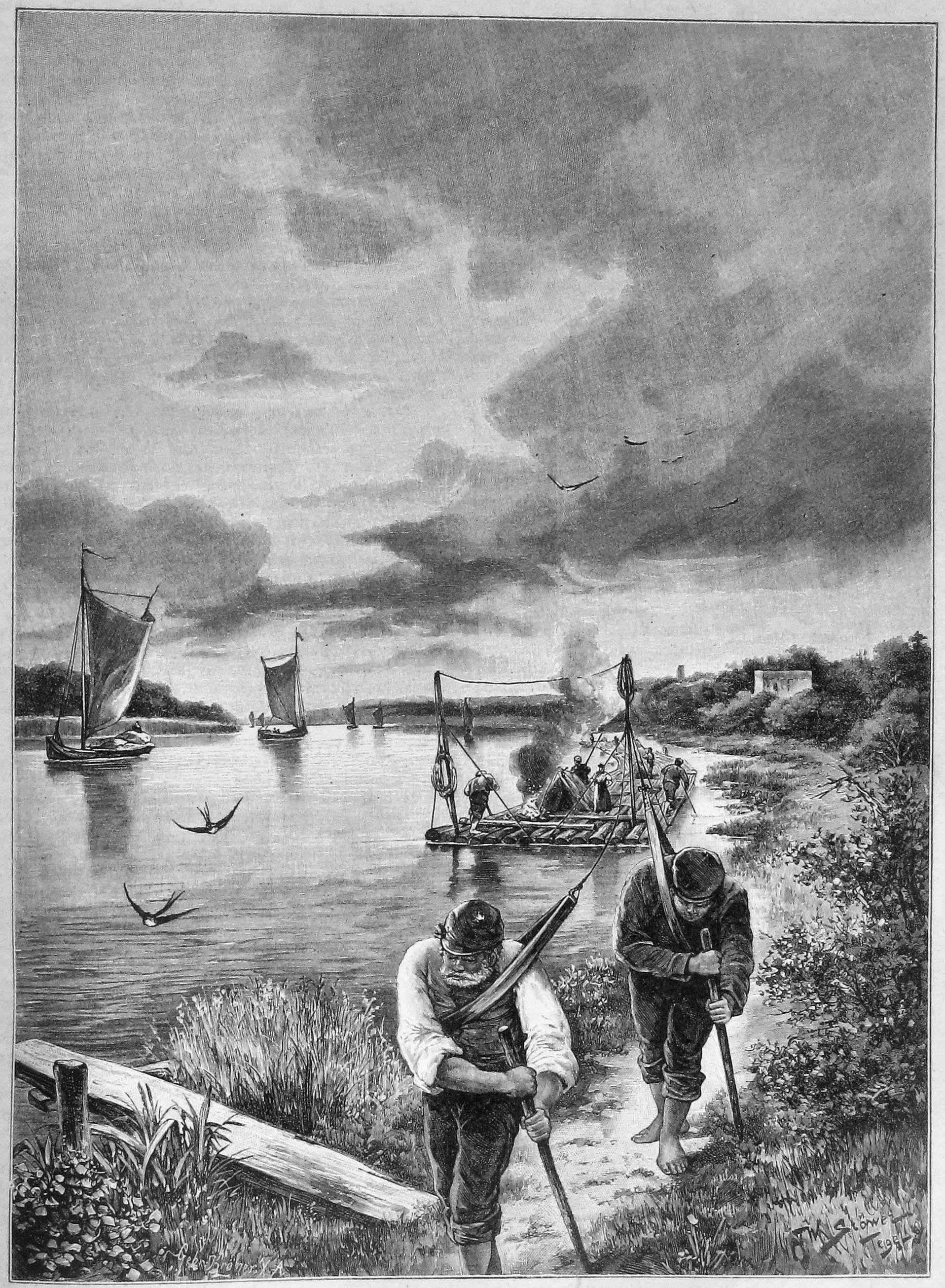
Die Gartenlaube (1890) (O jardim do terraço) - cena retratando balsa levada à sirga

Sirga, ou tira-vira, é um cabo (corda) utilizado para rebocar barcos em canais ou margens de rios, para ter controle do percurso ou para movê-los em condições de ausência ou contra - vento e contra a corrente.
"Andar à sirga" é expressão idiomática na região de Aveiro - Portugal, acompanhada das expressões "Andar à vela" e "Andar à vara".

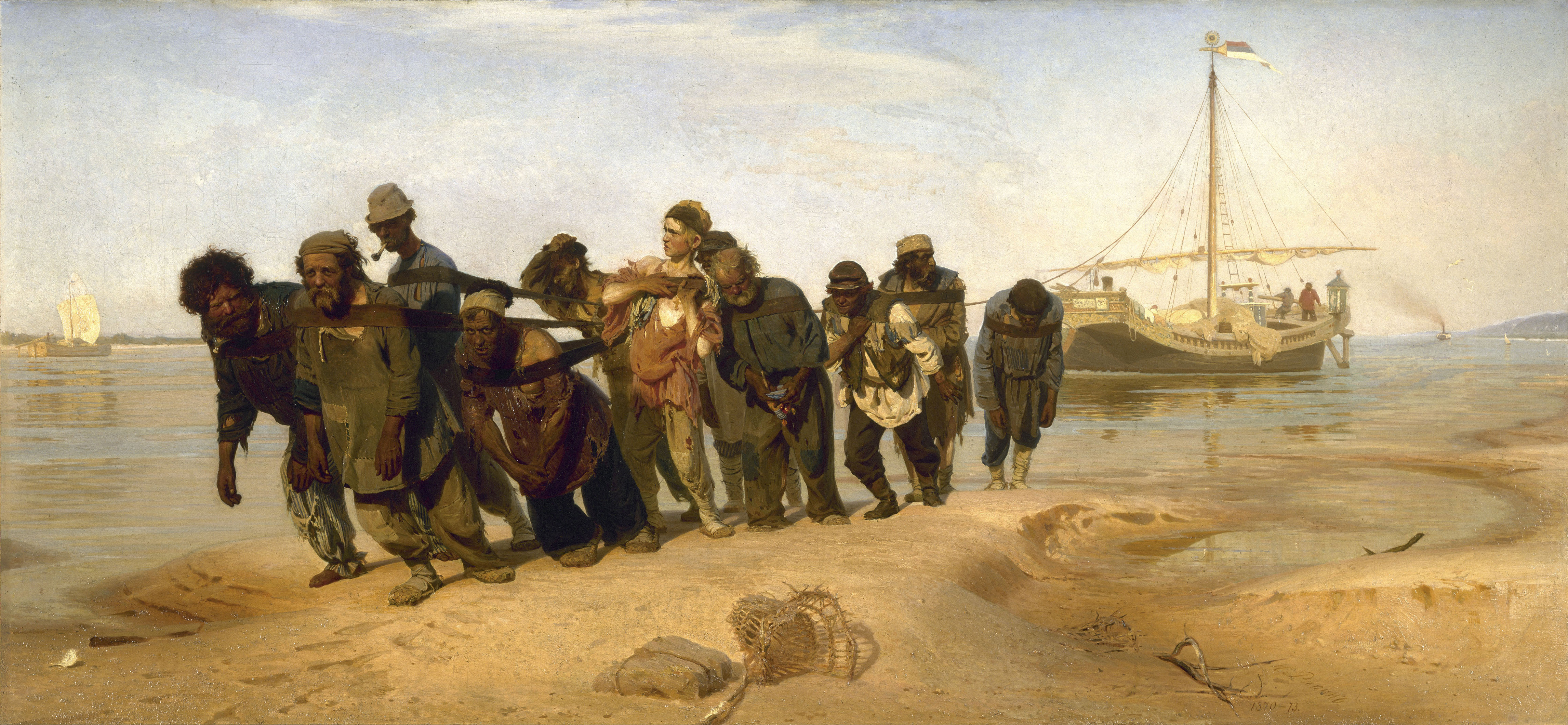
Reboque de barco por meio de sirga (Ilia Efimovich Repin (1844-1930) - Volga Boatmen (1870-1873)0